# Усть-Тулат
Усть-Тулат — упразднённая в 2018 году деревня в Ачинском районе Красноярского края России. Входила на год упразднения в состав Лапшихинского сельсовета.

## География
Посёлок расположен в 45 км к северо-востоку от райцентра Ачинск.

## История
Официально упразднена Законом Красноярского края от 11 октября 2018 года N 6-1962 «Об упразднении территориальных единиц края и внесении изменений в отдельные законы края».

## Население
| 2010 |
| ---- |
| 0    |

При проведении переписи 2002 года население деревни учитывалось в составе села Тулат.